# Volker Krawczak
Volker Krawczak (ur. 5 października 1962 w Bochum) – niemiecki basista heavymetalowy.
Krawczak jest przede wszystkim znany z wieloletnich występów w zespole gitarzysty Axela Rudiego Pella. Wcześniej wraz z nim grał w grupie Steeler, jednak w 1986 roku zakończył z nim współpracę ponieważ pozostali muzycy uznali, że otyły basista nie będzie pasować do pozostałych szczupłych muzyków zespołu. W 1989 roku dołączył do nowopowstałego zespołu Axela gdzie występuje aż do dziś.

## Dyskografia
Steeler
- Steeler (1984)
- Rulin' the Earth (1985)